# Hilliardiella sutherlandii
Hilliardiella sutherlandii là một loài thực vật có hoa trong họ Cúc. Loài này được (Harv.) H.Rob. mô tả khoa học đầu tiên năm 2005.